# Personaggi di Honkai: Star Rail
Questa voce elenca tutti i personaggi del videogioco Honkai: Star Rail.

## Personaggi

### Astral Express
La fazione protagonista della storia; è un gruppo di eroi che viaggia per il cosmo a bordo del treno dal quale prendono il nome e costruito da Akivili, il compianto Eone della Pionieristica. Il treno rimase un relitto spaziale per molto tempo finché non venne scoperto e riparato da Himeko.
| Nome      | Nome      | Tipo          | Cammino         | Descrizione | Rarità | Patch di debutto | Note |
| --------- | --------- | ------------- | --------------- | --- | ------ | ---------------- | ---- |
| Dan Heng  | Dan Heng  | Vento         | Caccia          | Il freddo e riservato controllore del treno e archivista dell'Astral Express, con un passato sul quale è restio parlare. | ★★★★   | 1.0              |      |
| Himeko    | Himeko    | Fuoco         | Erudizione      | Scienziata avventurosa che da bambina ha incontrato e riparato un treno in panne, ora si avventura nell'universo con l'Astral Express come navigatrice e meccanica. | ★★★★★  | 1.0              |      |
| March 7th | March 7th | Variabile     | Intercambiabile | Una ragazza entusiasta che è stata salvata dal ghiaccio eterno dall'equipaggio dell'Astral Express e che ha l'abilità unica di usare il "Ghiaccio a sei fasi". Non conosce la sua vera identità, ed è diventata parte dell'Astral Express per saperne di più sul suo passato. | ★★★★   | 1.0              |      |
| Pioniere  | Caelus    | Variabile     | Intercambiabile | I protagonisti della storia di Honkai: Star Rail. All'inizio della storia l'utente può scegliere il nome del pioniere. | ★★★★★  | 1.0              |      |
| Pioniere  | Stelle    | Variabile     | Intercambiabile | I protagonisti della storia di Honkai: Star Rail. All'inizio della storia l'utente può scegliere il nome del pioniere. | ★★★★★  | 1.0              |      |
| Welt      | Welt      | Immaginazione | Vuoto           | Lo stesso Welt di Honkai Impact 3rd. Membro esperto dell'Astral Express Crew e l'ex sovrano di Anti-Entropy che ha salvato la Terra dall'annientamento più e più volte. | ★★★★★  | 1.0              |      |

### Stazione Spaziale Herta
L'ambiente del prologo del gioco, è una stazione spaziale costruita da Herta, membro numero 83 della Società dei Geni.
| Nome     | Tipo     | Cammino     | Descrizione | Rarità | Patch di debutto | Note |
| -------- | -------- | ----------- | --- | ------ | ---------------- | ---- |
| Arlan    | Fulmine  | Distruzione | È il capo del dipartimento di sicurezza della Stazione Spaziale Herta e spesso lo si vede in compagnia di un cane di nome Peppy. | ★★★★   | 1.0              |      |
| Asta     | Fuoco    | Armonia     | È la curiosa astronoma responsabile della gestione degli affari della Stazione Spaziale Herta, inclusa la gestione dello staff e la risposta alla Gilda dell'Intelligentsia. Figlia di una delle famiglie più ricche dell'intero universo, la costruzione e la manutenzione della Stazione Spaziale Herta avvengono tutte a sue spese. | ★★★★   | 1.0              |      |
| Herta    | Ghiaccio | Erudizione  | Membro n. 83 della Società dei Geni, è la maestra dell'omonima Stazione Spaziale Herta, dove appare sotto forma di un burattino che ha modellato sul suo sé più giovane. | ★★★★   | 1.0              |      |
| La Herta | Ghiaccio | Erudizione  | La vera forma di Herta da Emanatrice dell'Erudizione, che appare solo quando ritiene necessario. | ★★★★★  | 3.0              |      |
| Ruan Mei | Ghiaccio | Armonia     | Una studiosa dal carattere compassato e amorale, e membro n. 81 della Società dei Geni. Un'esperta in scienze biologiche, il suo obiettivo è creare un Eone per poterne studiare le sue caratteristiche divine. | ★★★★★  | 1.6              |      |

### Belobog
La città principale di Jarilo-VI, un mondo afflitto da un'eterna tempesta di neve e il primo mondo visitato dall'Astral Express.
| Nome    | Tipo     | Cammino       | Descrizione | Rarità | Patch di debutto | Note |
| ------- | -------- | ------------- | --- | ------ | ---------------- | ---- |
| Bronya  | Vento    | Armonia       | L'attuale Guardiana Suprema di Belobog, è la giovane e capace comandante delle Guardie Criniera D'Argento. Inizialmente opposta all'Astral Express per volere di sua madre Cocolia, si allea poi con loro dopo aver conosciuto dell'influenza dello Stellaron sulla politica di Belobog. | ★★★★★  | 1.0              |      |
| Clara   | Fisico   | Distruzione   | È una ragazza timida, rimasta orfana in tenera età, accompagnata da un antico robot di nome Svarog. | ★★★★★  | 1.0              |      |
| Gepard  | Ghiaccio | Conservazione | L'onorevole e onesto capitano delle Guardie Criniera D'Argento che porta il nobile nome della famiglia Landau, nella città di Belobog, flagellata dal gelo. | ★★★★★  | 1.0              |      |
| Hook    | Fuoco    | Distruzione   | L'autoproclamata capo della squadra degli Avventurieri delle Talpe e figlia adottiva di Fersman. | ★★★★   | 1.0              |      |
| Luka    | Fisico   | Vuoto         | Un membro ottimista e spensierato dei Wildfire. È il rinomato campione di boxe degli Inferi di Belobog con una prodezza nelle arti marziali miste. | ★★★★   | 1.2              |      |
| Lynx    | Quantum  | Abbondanza    | La figlia più giovane della famiglia Landau e una delle migliori esploratrici di ambienti estremi di Belobog. | ★★★★   | 1.3              |      |
| Natasha | Fisico   | Abbondanza    | È una delle poche dottoresse degli Inferi dove le risorse mediche sono scarse. In seguito viene rivelato che Natasha è la vera leader dei Wildfire, con Oleg come suo leader facente funzioni.                                                                                           | ★★★★   | 1.0              |      |
| Pela    | Ghiaccio | Vuoto         | La meticolosa Ufficiale dell'Intelligence delle Guardie Criniera D'Argento. Sebbene sia giovane, è innegabilmente brillante, ed è anche batterista per la band di Serval. Ha inoltre una passione per la serie di romanzi de Le Storie delle Terre Innevate.                             | ★★★★   | 1.0              |      |
| Sampo   | Vento    | Vuoto         | Un venditore dalla lingua d'argento. Dove c'è profitto da fare, puoi star certo che Sampo è nelle vicinanze. In seguito si scopre che fa parte dei Pazzi Mascherati. | ★★★★   | 1.0              |      |
| Seele   | Quantum  | Caccia        | Un membro chiave, coraggioso e vivace, di Wildfire, cresciuta nei pericolosi Inferi di Belobog. È abituata a stare da sola. | ★★★★★  | 1.0              |      |
| Serval  | Fulmine  | Erudizione    | Figlia maggiore libera e ribelle della famiglia Landau, un tempo amica intima di Cocolia, i suoi interessi l'hanno ora portata a diventare un meccanico. | ★★★★   | 1.0              |      |

### Alleanza Xianzhou
Una civiltà di astronauti che viaggia per il cosmo a bordo di una grande flotta di navi spaziali. Una di queste, la Xianzhou Luofu, è il secondo mondo visitato dall'Astral Express, sotto richiesta dai Cacciatori Stellaron.
| Nome                       | Tipo          | Cammino       | Descrizione | Rarità | Patch di debutto | Note |
| -------------------------- | ------------- | ------------- | --- | ------ | ---------------- | ---- |
| Bailu                      | Fulmine       | Abbondanza    | Una giovane e vivace ragazza della razza Vidyadhara, è conosciuta come la "Signora Guaritrice" nella Xianzhou Luofu per la sua competenza in medicina. | ★★★★★  | 1.0              |      |
| Dan Heng • Imbibitor Lunae | Immaginazione | Distruzione   | La vera forma Vidyadhara di Dan Heng, rivelata dopo aver accettato i poteri residui della precedente reincarnazione di Imbibitor Lunae. | ★★★★★  | 1.3              |      |
| Feixiao                    | Vento         | Caccia        | Ex schiava di guerra dei borisin, Feixiao è ora l'Artiglio di Merlino degli Yaoqing di Xianzhou e una dei Sette Arbitri Generali. Amata dai suoi compari, soffre però della Rabbia Lunare in quanto fu usata come cavia di laboratorio quando era in schiavitù.                                                                                       | ★★★★★  | 2.5              |      |
| Fu Xuan                    | Quantum       | Conservazione | La Maestra Indovina della Commissione di Divinazione della Xianzhou Luofu e una dei Sei Aurighi. Calcola il percorso della Xianzhou Luofu e predice l'esito degli eventi futuri, poiché ritiene che ciò che fa sia la linea d'azione più saggia. | ★★★★★  | 1.3              |      |
| Fugue                      | Fuoco         | Vuoto         | La vera Tingyun, il cui aspetto, nome e identità sono stati rubati da Phantylia. Un incontro con l'Emanatrice della Distruzione le è quasi costata la sua vita, ma è stata salvata e riabilitata da Ruan Mei. | ★★★★★  | 2.7              |      |
| Guinaifen                  | Fuoco         | Vuoto         | Una straniera che è finita per caso a risiedere a Xianzhou. Ora è un'artista di strada appassionata e vivace. | ★★★★   | 1.4              |      |
| Hanya                      | Fisico        | Armonia       | Una dei giudici della Commissione dei Dieci Lord. Dei quattro doveri di un giudice è incaricata dell'interrogatorio. È specializzata nella lettura del karma e dei peccati dei criminali e registra i loro crimini e punizioni con il Pennello Oracolare.                                                                                             | ★★★★   | 1.5              |      |
| Huohuo                     | Vento         | Abbondanza    | Una foxiana pietosa e indifesa che è anche un giudice in formazione della Commissione dei Dieci Lord. A causa di un heliobus sigillato nella sua coda dai giudici della Commissione dei Dieci Lord, è diventata una "maledetta" che attrae esseri inumani.                                                                                            | ★★★★★  | 1.5              |      |
| Jiaoqiu                    | Fuoco         | Vuoto         | Un medico e consigliere foxiano dello Xianzhou Yaoqing. Nato in una prestigiosa famiglia della Commissione Alchemica, una volta si ritirò dalla pratica medica a causa di un cuore spezzato. Tuttavia, tornò sul campo per curare il generale Feixiao. È anche un cuoco specializzato nell'uso delle spezie sia in cucina che nel campo di battaglia. | ★★★★★  | 2.4              |      |
| Jing Yuan                  | Fulmine       | Erudizione    | Uno dei sette Arbitri-Generali dei Cavalieri delle Nuvole dell'Alleanza Xianzhou e uno dei sei Aurighi della Luofu di Xianzhou. Sebbene sembri pigro, Jing Yuan è stato un generale della Luofu per secoli grazie alle sue straordinarie doti strategiche.                                                                                            | ★★★★★  | 1.0              |      |
| Jingliu                    | Ghiaccio      | Distruzione   | Ex-membra del Quintetto delle Nuvole e maestra di Jing Yuan. Finì sotto l'influenza del Mara, portandola alla pazzia e ad attaccare i suoi ex-compagni. | ★★★★★  | 1.4              |      |
| Lingsha                    | Fuoco         | Abbondanza    | La nuova Maestra del Calderone della Commissione Alchemica della Xianzhou Luofu. Una guaritrice Vidyadhara intelligente e arguta, è specializzata nell'uso di incensi per curare i malati. | ★★★★★  | 2.5              |      |
| Luocha                     | Immaginazione | Abbondanza    | Un commerciante straniero venuto da oltremare, appare sulla Xianzhou Luofu con un'enorme bara. Con le sue abilità mediche consumate, salva sempre le persone in tempi di pericolo. | ★★★★★  | 1.1              |      |
| Moze                       | Fulmine       | Caccia        | Una Guardia delle Ombre degli Yaoqing. È reticente e silenzioso e agisce sempre per conto proprio. | ★★★★   | 2.5              |      |
| Qingque                    | Quantum       | Erudizione    | Una divinatrice della Commissione di Divinazione della Xianzhou Luofu e una bibliotecaria. Non si tira mai indietro quando si tratta di tirarsi indietro e sta per essere declassata a "Guardiana della Porta". | ★★★★   | 1.0              |      |
| Sushang                    | Fisico        | Caccia        | Una nuova arrivata ingenua ed entusiasta dei Cavalieri delle Nuvole che brandisce uno spadone. Desidera ardentemente le leggende storiche dei Cavalieri delle Nuvole ed è ansiosa di diventare lei stessa una figura leggendaria. | ★★★★   | 1.0              |      |
| Tingyun                    | Fulmine       | Armonia       | Una foxiana che lavora nella Commissione Celeste della Xianzhou Luofu ed è l'Amicassador della gilda dei mercanti Fiamme Fischiettanti. In realtà si tratta di una Tingyun falsa, la quale identità e aspetto sono stati rubati da Phantylia, un'Emanatrice della Distruzione.                                                                        | ★★★★   | 1.0              |      |
| Xueyi                      | Quantum       | Distruzione   | Una dei giudici della Commissione dei Dieci Lord. Dei quattro doveri di un giudice lei è incaricata alla detenzione. | ★★★★   | 1.6              |      |
| Yanqing                    | Ghiaccio      | Caccia        | Il più giovane luogotenente dei Cavalieri delle Nuvole dell'alleanza Xianzhou a bordo della Xianzhou Luofu e servitore del generale Jing Yuan. | ★★★★★  | 1.0              |      |
| Yukong                     | Immaginazione | Armonia       | L'esperta e autorevole Maestra Timoniera della Commissione Viaggiatori del Cielo dell'alleanza Xianzhou e una dei Sei Aurighi della Xianzhou Luofu. | ★★★★   | 1.1              |      |
| Yunli                      | Fisico        | Distruzione   | Una cacciatrice di spade della dinastia Zhuming di Xianzhou e nipote prediletta del generale Huaiyan, detto "il Cuore Fiammeggiante". | ★★★★★  | 2.4              |      |

### Penacony
Il terzo mondo visitato dall'Astral Express, è un'ex prigione di massima sicurezza trasformata in un grande hotel spaziale e resort onirico di lusso. E' soprannominato il Pianeta delle Festività per la sua atmosfera di eterna festa.
| Nome       | Tipo     | Cammino     | Descrizione | Rarità | Patch di debutto | Note |
| ---------- | -------- | ----------- | --- | ------ | ---------------- | ---- |
| Black Swan | Vento    | Vuoto       | Una Custode della Memoria dal Giardino della Memoria. Un'indovina misteriosa ed elegante e dal carattere tranquillo e civettuolo, è la prima aiutante dell'Astral Express nella loro avventura a Penacony, e poi accompagna l'Astral Express ad Amphoreus.                                                                | ★★★★★  | 2.0              |      |
| Boothill   | Fisico   | Caccia      | Un cowboy cyborg dal grilletto facile che vaga tra le stelle. Ha perso la sua famiglia per conto della Società della Pace Interastrale, e ha giurato vendetta contro di loro. Arriva a Penacony per dare la caccia ad Acheron, rea di essersi spacciata da Ranger Spaziale proprio come lui, ma poi diventa un suo amico. | ★★★★★  | 2.2              |      |
| Gallagher  | Fuoco    | Abbondanza  | Un addetto alla sicurezza della famiglia Bloodhound a Penacony. È stato anche un barman sciatto e indolente. | ★★★★   | 2.1              |      |
| Misha      | Ghiaccio | Distruzione | Un adorabile e premuroso fattorino del Reverie Hotel. Voleva diventare un avventuriero intergalattico come suo nonno. | ★★★★   | 2.0              |      |
| Robin      | Fisico   | Armonia     | Una cantante haloviana nata a Penacony e salita alla fama cosmica. Una signorina elegante e riservata, la sua apparente "morte" portò quasi alla cancellazione del Charmony Festival, fino a quando non si mostrò di essere viva e vegeta.                                                                                | ★★★★★  | 2.2              |      |

### Amphoreus
Il quarto mondo visitato dall'Astral Express, è un pianeta talmente remoto che non è stato visitato neanche da Akivili.
| Nome    | Tipo          | Cammino     | Descrizione | Rarità | Patch di debutto | Note |
| ------- | ------------- | ----------- | --- | ------ | ---------------- | ---- |
| Aglaea  | Fulmine       | Rimembranza | La Tessitrice d'Oro degli Eredi Chrysos che porta la Fiamma del Nucleo del Romanticismo. È la Dressmaster di Okhema e la sua autorità divina è Mnestia.      | ★★★★★  | 3.0              |      |
| Mydei   | Immaginazione | Distruzione | L'Immortale degli Eredi di Chrysos che cerca La Prima Fiamma del Conflitto. È il Principe Ereditario di Castrum Kremnos e la sua autorità divina è Nikador.  | ★★★★★  | 3.1              |      |
| Tribbie | Quantum       | Armonia     | La Messaggera degli Eredi di Chrysos che ha rubato la Fiamma del Nucleo del Passaggio. È la Santa Fanciulla di Janusopolis e la sua autorità divina è Giano. | ★★★★★  | 3.1              |      |

### Cacciatori Stellaron
Un gruppo di banditi che ricercano Stellaron per distruggerli, invece di imprigionarli come l'Astral Express.
| Nome        | Tipo    | Cammino     | Descrizione | Rarità | Patch di debutto | Note |
| ----------- | ------- | ----------- | --- | ------ | ---------------- | ---- |
| Blade       | Vento   | Distruzione | Nato Yingxing, ex-membro del Quintetto delle Nuvole. Ora è membro degli Cacciatori Stellaron e spadaccino che ha abbandonato il suo corpo per trasformarsi in una lama. Ha giurato lealtà allo Schiavo del Destino e cerca un modo per morire definitivamente, dopo che un tentativo fallito di riportare in vita Baiheng gli ha conferito l'immortalità.                                                                   | ★★★★★  | 1.2              |      |
| Firefly     | Fuoco   | Distruzione | Un membro dei Cacciatori Stellaron, una ragazzina che indossa un'armatura meccanica, la "SAM". Una soldatessa geneticamente modificata e ultima sopravvissuta dell'ormai caduta Repubblica di Glamoth, è afflitta da una malattia incurabile chiamata Sindrome della Perdita d'Entropia; è entrata a far parte dei Cacciatori Stellaron per trovare un modo per vivere il resto dei suoi giorni nel miglior modo possibile. | ★★★★★  | 2.3              |      |
| Kafka       | Fulmine | Vuoto       | Un membro dei Cacciatori Stellaron: calma, composta e bella e con il potere di influenzare le menti delle persone. Assieme a Silver Wolf, impianta lo Stellaron nel corpo del Pioniere, facendo partire l'intera storia. | ★★★★★  | 1.2              |      |
| Silver Wolf | Quantum | Vuoto       | Membro dei Cacciatori Stellaron e geniale hacker, ha padroneggiato l'abilità nota come "editing dell'etere", che può essere utilizzata per manomettere i dati della realtà. Assieme a Kafka, impianta lo Stellaron nel corpo del Pioniere, facendo partire l'intera storia | ★★★★★  | 1.1              |      |

### Società di Pace Interastrale
La più grande megacorporazione nel cosmo, in carico dell'economia di quasi tutti i pianeti.
| Nome          | Tipo          | Cammino       | Descrizione | Rarità | Patch di debutto | Note |
| ------------- | ------------- | ------------- | --- | ------ | ---------------- | ---- |
| Aventurine    | Immaginazione | Conservazione | Un dirigente senior del dipartimento di investimenti strategici dell'IPC e uno dei Dieci Cuori di Pietra. La sua Pietra Angolare è l'"Avventurina degli Stratagemmi.". Vede la vita come un grande gioco d'azzardo, ed è arrivato al posto di dirigente grazie alla sua fortuna smisurata.         | ★★★★★  | 2.1              |      |
| Jade          | Quantum       | Erudizione    | Senior Manager del Dipartimento Investimenti Strategici presso l'IPC e una dei Dieci Cuori di Pietra. La sua Pietra Angolare è la "Giada del Credito". È proprietaria di un banco di pegni ambulante che offre scambi equi a mo' di patto con il diavolo.                                          | ★★★★★  | 2.3              |      |
| Topaz & Numby | Fuoco         | Caccia        | Topaz è Senior Manager del Dipartimento Investimenti Strategici presso l'IPC, uno dei Dieci Cuori di Pietra. La sua Pietra Angolare è il "Topazio del Recupero del Debito". Lavora principalmente come esattrice, ed è accompagnata da Numby, un Trotter addomesticato in grado di fiutare tesori. | ★★★★★  | 1.4              |      |

### Cosmici
| Nome      | Tipo          | Cammino    | Descrizione | Rarità | Patch di debutto | Note |
| --------- | ------------- | ---------- | --- | ------ | ---------------- | ---- |
| Acheron   | Fulmine       | Vuoto      | Una ronin che afferma di essere una Ranger Spaziale, anche se in seguito si scopre che è una Auto Annientatrice e un'Emanatrice del Vuoto. Il suo vero nome è Raiden Bosenmori Mei, e infatti si tratta di una versione parallela di Raiden Mei da Honkai Impact 3rd.                           | ★★★★★  | 2.1              |      |
| Argenti   | Fisico        | Erudizione | Un classico cavaliere dei Cavalieri della Bellezza. Schietto e sincero, vaga per il cosmo da solo, seguendo il Cammino della Bellezza. | ★★★★★  | 1.5              |      |
| Dr. Ratio | Immaginazione | Caccia     | Un membro schietto ed egocentrico della gilda Intelligentsia, che spesso nasconde il suo aspetto dietro una strana scultura in gesso. | ★★★★★  | 1.6              |      |
| Rappa     | Immaginazione | Erudizione | Una Ranger Spaziale che appare a Penacony come una granata stordente nell'ora più buia della notte, identificandosi come una ninja e attribuendo ogni cosa al mondo al "ninjutsu" a causa di un virus memetico.                                                                                 | ★★★★★  | 2.6              |      |
| Sparkle   | Quantum       | Armonia    | Un membro dei Pazzi Mascherati. Imperscrutabile e senza scrupoli. Una pericolosa maestra della teatralità assorta nel recitare ruoli e con l'abilità di assumere la forma di altre persone. | ★★★★★  | 2.0              |      |
| Sunday    | Immaginazione | Armonia    | L'ex-capo della Famiglia Quercia, fratello di Robin e antagonista principale dell'arco narrativo di Penacony. Dopo la sua sconfitta, fu arrestato dalla famiglia Bloodhound e poi incarcerato, ma ritorna libero grazie a Jade e decide di salire a bordo dell'Astral Express per fare ammenda. | ★★★★★  | 2.7              |      |